# WWE Super ShowDown
WWE Super ShowDown (originalmente estilizado como Super Show-Down) foi um evento de luta livre profissional produzido pela WWE, uma promoção americana. Foi transmitido ao vivo e disponível apenas através de pay-per-view (PPV) e serviço de transmissão ao vivo da WWE, a WWE Network. O evento de 2020 foi o último evento realizado, pois um evento não foi realizado em 2021 devido à pandemia do COVID-19 e nenhum outro evento foi agendado.
Estabelecido em 2018, cada uma das três iterações do evento ocorreu apenas em países fora dos Estados Unidos. O primeiro evento foi realizado na Austrália e foi o primeiro e até agora único evento PPV da WWE realizado no país. Os dois últimos eventos foram realizados na Arábia Saudita como parte de uma parceria de 10 anos em apoio à Saudi Vision 2030.

## História
Em junho de 2018, a promoção americana de wrestling profissional WWE anunciou que retornaria à Austrália para realizar um evento pay-per-view (PPV) e WWE Network, que seria o primeiro evento PPV da empresa produzido no país. O evento foi intitulado Super Show-Down e foi realizado no Melbourne Cricket Ground em Melbourne, Victoria, em 6 de outubro de 2018. Embora a WWE tenha realizado turnês na Austrália, o último grande evento da empresa a ser realizado no país foi o Global Warning Tour em 2002.
Também no início de 2018, a WWE iniciou uma parceria estratégica multiplataforma de 10 anos com a General Sports Authority em apoio ao Saudi Vision 2030, o programa de reforma social e econômica da Arábia Saudita. O primeiro evento PPV e WWE Network sob esta parceria, o Greatest Royal Rumble, foi realizado no King Abdullah Sports City's King Abdullah International Stadium em Jeddah em 27 de abril de 2018. Em 2019, a WWE realizou o Super ShowDown (estilizado sem traço) como seu terceiro evento sob essa parceria e, posteriormente, o segundo evento na cronologia do Super ShowDown. O evento foi realizado em 7 de junho de 2019, também no Estádio Internacional Rei Abdullah. Um segundo Super ShowDown na Arábia Saudita foi realizado em 27 de fevereiro de 2020, na Mohammed Abdu Arena no Boulevard em Riad, tornando o evento um evento recorrente na parceria da Arábia Saudita.
Devido à pandemia de COVID-19 em curso que começou em meados de março de 2020, um evento não foi realizado em 2021. As restrições COVID foram levantadas no final daquele ano, e a WWE retornou à Arábia Saudita com o evento Crown Jewel em outubro. Super ShowDown não foi incluído na lista de PPV inicial da WWE para 2022; o primeiro PPV da empresa na Arábia Saudita para o ano seria Elimination Chamber em fevereiro, e seu único outro PPV da Arábia Saudita para 2022 foi anunciado como Crown Jewel em novembro.

## Eventos
| #                                                 | Evento                 | Data                    | Cidade                                   | Localização                          | Evento principal                                                         | Ref   |
| ------------------------------------------------- | ---------------------- | ----------------------- | ---------------------------------------- | ------------------------------------ | ------------------------------------------------------------------------ | ----- |
| 1                                                 | Super Show-Down (2018) | 6 de outubro de 2018    | Melbourne, Victoria, Austrália           | Melbourne Cricket Ground             | The Undertaker vs. Triple H em uma luta sem desqualificação              | [ 1 ] |
| 2                                                 | Super ShowDown (2019)  | 7 de junho de 2019      | Jeddah, região de Makkah, Arábia Saudita | King Abdullah International Stadium  | The Undertaker vs. Goldberg                                              | [ 6 ] |
| 3                                                 | Super ShowDown (2020)  | 27 de fevereiro de 2020 | Riyadh, Arábia Saudita                   | Mohammed Abdu Arena on the Boulevard | "The Fiend" Bray Wyatt (c) vs. Goldberg pelo Campeonato Universal da WWE | [ 7 ] |
| (c) – refere-se ao(s) campeão(s) indo para a luta |                        |                         |                                          |                                      |                                                                          |       |